# Resolución 376 del Consejo de Seguridad de las Naciones Unidas
La resolución 376 del Consejo de Seguridad de las Naciones Unidas, adoptada por unanimidad el 17 de octubre de 1975, después de examinar la solicitud de Comoras para la membresía en las Naciones Unidas, el Consejo recomendó a la Asamblea General que Comoras fuese admitida.
La resolución fue aprobada con 14 votos a favor y ninguno en contra; Francia no participó en la votación.